# Siegfried Obermeier
Siegfried Obermeier, né le 21 janvier 1936 à Munich et mort le 21 janvier 2011 à Oberschleißheim, est un écrivain allemand, auteur de romans historiques et de livres d'histoire populaire. Il travaille comme éditeur et écrit pour la presse et la radio. Ses romans historiques soigneusement recherchés sont traduits dans de nombreuses langues.[non neutre] Il reçoit la médaille Littera. En 1978, il publie son premier roman, initialement sous le pseudonyme Carl de Scott, romanisation de la seconde vie de Judas Iscariote. Son livre Jésus en Inde Starb Jesus in Kaschmir? atteint la liste des meilleures ventes de l'année du Spiegel en 1983. 

## Travaux
(janvier 2021).
La mise en forme du texte ne suit pas les recommandations de Wikipédia : il faut le « wikifier ».
Les points d'amélioration suivants sont les cas les plus fréquents. Le détail des points à revoir est peut-être précisé sur la page de discussion.
- Les titres sont pré-formatés par le logiciel. Ils ne sont ni en capitales, ni en gras.
- Le texte ne doit pas être écrit en capitales (les noms de famille non plus), ni en gras, ni en italique, ni en « petit »…
- Le gras n'est utilisé que pour surligner le titre de l'article dans l'introduction, une seule fois.
- L'italique est rarement utilisé : mots en langue étrangère, titres d'œuvres, noms de bateaux, etc.
- Les citations ne sont pas en italique mais en corps de texte normal. Elles sont entourées par des guillemets français : « et ».
- Les listes à puces sont à éviter, des paragraphes rédigés étant largement préférés. Les tableaux sont à réserver à la présentation de données structurées (résultats, etc.).
- Les appels de note de bas de page (petits chiffres en exposant, introduits par l'outil «  Source ») sont à placer entre la fin de phrase et le point final[comme ça].
- Les liens internes (vers d'autres articles de Wikipédia) sont à choisir avec parcimonie. Créez des liens vers des articles approfondissant le sujet. Les termes génériques sans rapport avec le sujet sont à éviter, ainsi que les répétitions de liens vers un même terme.
- Les liens externes sont à placer uniquement dans une section « Liens externes », à la fin de l'article. Ces liens sont à choisir avec parcimonie suivant les règles définies. Si un lien sert de source à l'article, son insertion dans le texte est à faire par les notes de bas de page.
- La présentation des références doit suivre les conventions bibliographiques. Il est recommandé d'utiliser les modèles {{Ouvrage}}, {{Chapitre}}, {{Article}}, {{Lien web}} et/ou {{Bibliographie}}. Le mode d'édition visuel peut mettre en forme automatiquement les références.
- Insérer une infobox (cadre d'informations à droite) n'est pas obligatoire pour parachever la mise en page.

Pour une aide détaillée, merci de consulter Aide:Wikification.
Si vous pensez que ces points ont été résolus, vous pouvez retirer ce bandeau et améliorer la mise en forme d'un autre article.

### Non fiction
- Guide touristique de Carinthie 1974
- Katia Mann, Meine ungeschriebenen Memoiren, - Les mémoires non écrites de Katia Mann Francfort 1974
- Münchens Goldene Jahre (Les années d'or de Munich) 1976
- Walter von der Vogelweide Der Spielmann des Reiches. Biographie 1980[2]
- Richard Löwenherz. König, Ritter, Abenteurer - Richard le Lionheart Biographie 1982
- Starb Jesus au Kaschmir? Das Geheimnis seines Lebens und Wirkens in Indien 1983[3],[4]
- Das geheime Tagebuch König Ludwig II. (éditeur) 1986
- Die Muse von Rom, Angelika Kauffmann und ihre Zeit - Biographie d'Angelika Kauffmann, 1987 [5],[6]
- Ludwig der Bayer. Herzog und Kaiser Biografie 1989
- Magie und Geheimnis der alten Religionen 1993
- Die unheiligen Väter. Gottes Stellvertreter zwischen Machtgier und Frömmigkeit. Geschichte der Päpste, 1995[7]
- Verlorene Kindheit. Erinnerungen aus der Kriegszeit autobiographie 2006
- Eine kurze Geschichte des Monotheismus 2008

### Fiction
- (de) Kreuz und Adler - Das zweite Leben des Judas Ischariot, 1978
- (de) München leuchtet übers Jahr. Ein bayrischer Roman, 1985
- (de) Mein Kaiser, mein Herr. Ein Roman aus der Zeit Karls des Großen, 1986
- (de) ... und baute ihr einen Tempel. Roman um Ramses II, 1987
- (de) Im Schatten des Feuerbergs. Der Roman Siziliens, 1989
- (de) Caligula. Der grausame Gott, 1990
- (de) Würd 'ich mein Herz der Liebe weihn... Wolfgang Amadeus, 1991
- (de) Torquemada. Der Grossinquisitor - Symbol für Angst und Schrecken, 1992
- (de) Im Zeichen der Lilie, 1994
- (de) Kleopatra. Im Zeichen der Schlange. Ein historischer Roman, 1996
- (de) Die Hexenwaage. Ein Kriminalroman aus dem 17. Jahrhundert, 1997
- (de) Die schwarze Lucretia. Historischer Kriminalroman, 1998
- (de) Echnaton. Im Zeichen der Sonne, 1998
- (de) Don Juan. Der Mann, den die Frauen liebten, 2000[8]
- (de) Sappho, 2001
- (de) Messaline. Die lasterhafte Kaiserin, 2002
- "Kreuz und Adler" Die Geschichte des Judas. 2002 (réécrit)
- (de) Salomo und die Königin von Saba, 2004
- (de) Um Liebe und Tod. Das lasterhafte Leben des François Villon, 2005
- (de) Das Spiel der Kurtisanen, 2008
- (de) Der Narr und die Hexe: Ein Agnes-Bernauer-Roman, 2010
- (de) Bianca Lancia Die Buhle des Kaisers, 2011